# 196년

## 연호
- 후한(後漢) 흥평(興平) 3년 / 건안(建安) 원년

## 기년
- 후한(後漢) 헌제(獻帝) 8년
- 신라(新羅) 벌휴 이사금(伐休泥師今) 13년 /  내해 이사금(奈解泥師今) 원년
- 고구려(高句麗) 고국천왕(故國川王) 18년
- 백제(百濟) 초고왕(肖古王) 31년

## 사건
- 음력 1월부터 4월까지 신라에 가뭄이 들었다.
- 음력 2월, 신라는 궁실을 중수(重修)하였다.
- 음력 4월, 신라의 궁궐 남쪽 큰 나무에 벼락이 쳤다. 또한 신라의 수도 금성 동문에도 벼락이 쳤다.
- 음력 4월 이후, 신라, 내해 이사금이 즉위하였다. 왕이 즉위하는 날에 이르러 큰 비가 내리니 백성이 기뻐하고 경사스러워했다.

## 사망
- 신라(新羅) 9대 국왕 벌휴 이사금(伐休泥師今)
- 곽가의 전임자 희지재
- 남흉노의 어부라

## 참고 문헌
- 김부식 (1145), 《삼국사기》 〈권2〉 벌휴 이사금 조(條), 내해 이사금 조(條)